# イナズマイレブンTCG
イナズマイレブンTCG（イナズマイレブンティーシージー）は、タカラトミーが発売している、ゲーム・アニメ『イナズマイレブンシリーズ』を元にした1対1の対戦型トレーディングカードゲーム。

## カードの種類
すべてのカードは6つの属性のうちいずれかまたは複数の属性を持つ。

### 6つの属性
熱血
赤色のカード。強力な必殺技が武器の攻撃的な属性。
疾風
緑色のカード。素早い身のこなしと、身体能力が売りのスピード重視の属性。
組織
紫色のカード。連携プレイやレベルの高いキャラを持つエリート属性。
特殊
青色のカード。奇想天外な技の数々と、トリッキーな能力で相手を惑わす頭脳派属性。
無属性
どこの属性にも属していないカード。
イナズマ
「世界への挑戦編」第1弾から新たに増えた属性。今までの属性の中で一番強いカード。ただしデッキ内には、1種類しか入れることができない。

### カードの種類
イナズマイレブンTCGのカードは「フィールドキャラクター」「レベルキャラクター」「ゴールキーパー」「必殺技」の4つに分類される。
フィールドキャラクター
あらかじめファイルの中に入れておくカード。デッキに入れることはできない。
レベルキャラクター
フィールドキャラクターとは違って、ファイルに入れることができない。数字が書いてあり、数値が高いほどレベルが高く数値分のターンが進まないと場に出せない。
ゴールキーパー
ファイルの外に置いておくカード。ファイル、デッキに入れることはできない。
必殺技
デッキに入れておくカード。左上に「熱血」「疾風」「組織」「特殊」いずれかが書いてあり、その必殺技を使うには、フィールド上に書いてあるマーク分その属性を持つキャラクターがいないと使えない。また、数値は必殺技の強さを示している。

### ファイルについて
イナズマイレブンTCGは、ファイルを使ってゲームを進行させる。
ファイルの使い方
ファイルには、自分で選んだ10枚のフィールドキャラクターを配置するのに使用する。また、同じ名前のカードは2枚以上入れることはできない。
配置の仕方
カードの配置は、プレイヤーの自由だがポジションとライン（フィールドの横列）が合っている必要がある。

### デッキについて
イナズマイレブンTCGは、30枚以上のカードでデッキを作る必要がある。
デッキの作り方
1つのデッキに同じ名前のカードは3枚までしか入れることができない。

## 発売リスト
イナズマイレブン
拡張パック（1パックランダム5枚入り）
フットボールフロンティア編第1弾（2008年11月15日発売）
フットボールフロンティア編第2弾（2009年3月28日発売）
脅威の侵略者編第1弾（2009年6月20日発売）
脅威の侵略者編第2弾（2009年8月29日発売）
脅威の侵略者編第3弾（2009年10月31日発売）
脅威の侵略者編第4弾（2009年12月19日発売）
世界への挑戦編第1弾 集結!イナズマジャパン!（2010年3月27日発売）
世界への挑戦編第2弾 開幕!FFI!!（2010年5月21日発売）
世界への挑戦編第3弾 激闘!ファイアードラゴン!（2010年7月16日発売）
世界への挑戦編第4弾 熱戦!新たなるライバル!（2010年9月17日発売）
世界への挑戦編第5弾 衝撃!時空を超えた戦い!!（2010年12月9日発売）
世界への挑戦編第6弾 激突!世界頂上決戦!!（2011年2月24日発売）
セレクションパック（1パックランダム5枚入り（のち1枚スーパーレア））
セレクションパック1stフットボールフロンティア編（2010年2月27日発売）
セレクションパック2nd脅威の侵略者編（2010年8月20日発売）
構築済みデッキ
キックオフスターターセット（2008年11月15日発売）
オールスターセットフットボールフロンティアチャンピオン雷門イレブン（2009年5月30日発売）
オールスターセットライバルイレブン（2009年7月18日発売）
オールスターセット新生雷門イレブン（2009年9月19日発売）
オールスターセットエイリア学園（2009年11月28日）
リバーシブルセット雷門イレブン×ダークエンペラーズ（2010年4月16日発売）
FFIオールスターセットイナズマジャパン（2010年7月16日発売）
ランダムオールスターセット スパーク（2010年10月21日発売）
ランダムオールスターセット ボンバー（2010年10月21日発売）
12枚パック（1パック12枚入り）
究極奥義ジ・アースセット（2010年2月13日発売）
世界強豪セット アジア地区予選編（2010年6月25日発売）
イナズマジャパン合体技セット（2011年2月10日発売）

## ゲーム連動カード
イナズマイレブン2 脅威の侵略者ファイア/ブリザード連動カード･･･郭張箔、角塚王是、芙愛瑠宇（オールスターセット新生雷門イレブン封入）
イナズマイレブン3 世界への挑戦!!スパーク/ボンバー連動カード･･･属性賀熱血、属性賀疾風、属性賀組織、属性賀特殊（世界への挑戦編第2弾封入）